# 潭子簡易棒壘球場
潭子簡易棒壘球場位於臺中市潭子區豐興段。

## 交通
可搭乘公車20、123、920號至潭子聯合辦公大樓，步行約600公尺(潭興路一段新興國民小學新大門右側巷子進入)。

## 沿革
2018年因潭子運動公園內的棒壘球場改設立潭子國民暨兒童運動中心，2021年在台中市警察局大樓後方原聚興營區新設本座簡易棒壘球場。

## 外部連結
- 潭子區豐興段簡易棒壘球場[]，全國運動場館資訊網，教育部體育署